# Орфо
ОРФО — система проверки правописания, разработанная российской компанией OOO «Информатик».

## Программы и проверка орфографии
Начиная с 1995 года, посредством ОРФО осуществлялась проверка правописания в русскоязычной версии Microsoft Office. В Microsoft Office была интегрирована особая версия ОРФО, обладающая ограниченным функционалом (компанией Microsoft была лицензирована примерно четверть лингвистических технологий ОРФО). С версии Microsoft Office 2010 разработчики отказались от использования встраиваемого в офисный пакет ОРФО.
В ОРФО присутствует собственный ОРФО-редактор (позволяет работать с форматами .txt и .rtf). В последней версии ОРФО проверка орфографии может осуществляться: в Libre Office, Open Office, Microsoft Office 2007—2010—2013—2016, а также в большинстве редактируемых окон (WordPad, блокнот, ICQ, Skype и тому подобные) при помощи ОРФО-агента. ОРФО-агент при нажатии Alt+A вырезает текст в ОРФО-редактор, проверяет его, а затем возвращает в исходное приложение.
ОРФО полезен при работе с нелокализованными продуктами, но и при работе с локализованными программами он способен принести пользу. ОРФО может предложить в случае ошибок больше вариантов исправления и распознать гораздо больше слов, чем Microsoft Word.
При добавлении нового слова затем оно будет распознаваться автоматически во всех словоформах. Для этого необходимо правильно указать грамматические категории слова (тип склонения, род и так далее). В Microsoft Word такая функция недоступна, в нём необходимо добавлять каждую словоформу отдельно.

### Доступные языки
ОРФО 2016 Максимальная версия может проверять правописание следующих языков: русский, украинский, английский, французский, немецкий, португальский, испанский и итальянский. ОРФО 2016 Профессиональная версия только русский, украинский и английский.

## Стилистическая и грамматическая проверка
Стилистической и грамматической системе проверки доступно более 40 групп правил и более 23 000 шаблонов правил.
Доступен выбор трёх стилей письма:
- Для обычной переписки;
- Для деловой переписки;
- Строго (все правила).

При проверке грамматики даются пояснения. Затем можно узнать статистику: уровень сложности текста, количество слов и тому подобное.

## Тезаурус
В ОРФО также присутствует словарь синонимов русского языка.

«Включает более 60 000 русских слов и выражений, образующих около 10 000 групп синонимов (более 30 000 слов и выражений), 3 500 антонимов и 14 000 рядов родственных слов (около 20 000 однокоренных слов).»
— Официальный сайт ОРФО

## Дополнительные возможности
В Плюс версии ОРФО поддерживается Adobe InDesign и Adobe InCopy CC 2015. В ОРФО 2016 включены дополнительные программы («модули»): грамматический справочник по русскому языку и русская коллекция словарей.

## Поддерживаемые системы
- «ОРФО 2016 для Mac» поддерживает операционную систему OS X Yosemite и выше.
- «ОРФО 2016 Профессиональная для Windows» поддерживает Windows 7, Windows 8/Windows 8.1, Windows 10.
- «ОРФО для LibreOffice для Windows Lite», «ОРФО для LibreOffice для Linux Lite», «ОРФО для LibreOffice для Mac Lite» — отдельная версия для офисного пакета.